# Сандра Бессудо
Сандра Бессудо Ліон — колумбійсько-французький еколог і натуралістка із Пратичної школи високих етюдів (Ephe), зі ступенем магістра наук про життя та землю в Перпіньяні (Франція), а також професійна дайверка з понад 5 000 занурень у відкритих водах. Вона є професіоналкою, відданою питанням збереження морського біорізноманіття та турботи про навколишнє середовище.

## Кар'єра
Сандра обіймала посаду високої радниці президента з управління навколишнім середовищем, біорізноманіттям, водними ресурсами та змінами клімату, де завдяки її керівництву було досягнуто важливих досягнень у збереженні навколишнього середовища. Станом на січень 2012 року вона обійняла Головне управління Президентського агентства з міжнародного співробітництва Колумбії, APC-Colombia. Це колумбійський урядовий орган, відповідальний за управління, керівництво та технічну координацію державного, приватного, технічного та фінансового міжнародного співробітництва без відшкодування.
Як директор Фонду Мальпело та інших морських екосистем, вона була активною промоутеркою у створенні заповідника флори та фауни острова Мальпело. Їй вдалося домогтися класифікації його як «Особливо чутливої зони» перед Міжнародною морською організацією (IMO), що базується в Лондоні, а також відкрив її перед світовою пресою. Вона керує кількома дослідницькими проєктами з акулами з використанням акустичної та супутникової телеметрії.
Сандра працювала в спеціальному адміністративному підрозділі системи національних природних парків Міністерства охорони навколишнього середовища, а також у Banco de Occidente як радниця і координаторка фотографії у книзі «Колумбія, Universo».
Сандра була ведучою культурної програми «Al Filo de la Navaja», Señal Colombia, брала участь з Ocensa в підводних зйомках і була радницею Expolisboa 98 Міністерства закордонних справ.
Ocensa також була координаторкою циклів семінарів і конференцій у Колумбії до Міжнародного року океанів, інструктором з дайвінгу в клубі El Nogal і директором з дайвінгу в Aviatur. Вона самостійно створила десятки спеціалізованих публікацій, відео та документальних фільмів.

## Нагороди
Серед її визнань:
- медаль «За відмінні заслуги перед Головним морським управлінням» Національного флоту;
- премія за підвищення рівня обізнаності про біосферу 2011 року від мерів міст Марікіта та Кадіс (Іспанія);
- Великий Золотий хрест Громадського ордена «За заслуги в галузі охорони навколишнього середовища» ступеня «Томас ван дер Хаммен», наданий Конгресом Республіки за подання Вищої ради екологічних неурядових організацій у червні 2011 р.;
- нагорода для видатних жінок, від Сенату Франції та Федерація Femme 3000 за 2010 р.;
- премія Вітлі у 2007 році за роботу в галузі збереження акул

Крім того, вона отримала визнання від різних організацій, таких як Колумбійська національна поліція і Портове товариство Санта-Марта, серед багатьох інших, які були надані йому в Колумбії та за кордоном.
У рамках зустрічі урядів Латинської Америки, що беруть участь у Міжнародній китобійній комісії (IWC), яка відбулася в серпні 2013 року в Уругваї, мер міста Пунта-дель-Есте Мартін Лавентур нагородив її відзнакою «Прославлена Відвідувачка» за її відданість і досягнення в охороні моря.

### Публікації
- Bessudo, Sandra (2012). Editorial. Revista Cooperando. Архів оригіналу за 19 de febrero de 2013. Процитовано 23 de enero de 2013.
- Bessudo, Sandra (2012). Uniformados víctimas de minas se hacen buzos para un nuevo futuro. Periódico El Tiempo.
- Sandra Bessudo asume misión de atraer recursos para el país. Portafolio. 2012.
- Gómez, Gustavo (2011). Sandra Bessudo: la ministra que no fue. Periódico El Tiempo.
- Sandra Bessudo, nueva directora de la Agencia de Cooperación Internacional. Caracol Radio. 2011.
- Sandra Bessudo fue designada directora de la agencia de cooperación internacional. Periódico El Colombiano. 2011.
- AFP (2011). Gobierno pedirá explicaciones a Costa Rica por matanza de tiburones. Periódico El Tiempo.
- Correa, Pablo (2010). Sandra Bessudo: "Extraño la libertad". El Espectador.
- Rodríguez Becerra, Manuel (2008). Milagro en Malpelo. Periódico El Tiempo.

## Зовнішні посилання
- Президентське агентство з міжнародного співробітництва Колумбії - APC Colombia
- Сандра Ет Ле Рекен Інконню. реж. Марі Елен Беконне та Ів Лефевр. Perf. Сандра Бессудо. Канал+, 2002. (Документальний) (французькою).